# Gare centrale de Miami
Ne doit pas être confondu avec MiamiCentral.
La gare centrale de Miami ou gare de l'aéroport international de Miami (en anglais, Miami Central Station ou Miami International Airport station), est une gare ferroviaire de transport en commun de métro, des trains de banlieue, et des trains interurbains à Miami, en Floride, États-Unis, à côté de l'aéroport international de Miami (MIA).
La première phase de construction de la station, qui comprend l'ouverture du transporteur de voyageurs MIA-Mover, Metrobus terminal et la station du métro de Miami, l'ouverture est prévue en avril 2012. La deuxième phase, ce qui implique l'achèvement et l'ouverture du train de banlieue Tri-Rail et les trains interurbains d'Amtrak, est prévue pour l'achèvement et l'ouverture à la fin de 2014.
La gare intermodale, en dehors d'une plus grande Miami Intermodal Center à MIA, devrait être parmi les stations de passagers la plus achalandée en Floride et le Sud-Est à la fin des travaux.

## Services des voyageurs

### Intermodalité
La gare est desservie par la ligne orange du Métro de Miami; c'est le terminus nord de la ligne.